# The Fifty Worst Films of All Time
Cele mai proaste 50 de filme din toate timpurile (și cum au ajuns așa) (din engleză The Fifty Worst Films of All Time (and How They Got That Way)) este o carte în limba engleză din 1978 de  Harry Medved, Randy Dreyfuss și Michael Medved. A fost publicată prima dată în SUA de editura Popular Library. Cartea prezintă alegerile autorilor pentru cele mai proaste 50 de filme cu sonor care au fost realizate vreodată. Fiecare titlu include un sinopsis al poveștii, opiniile autorilor despre calitatea sa și o selecție de recenzii contemporane ale filmului.

## Criterii de includere
Autorii au exclus în mod deliberat filmele mute din câmpul lor vizual pentru că le considerau „o formă separată și unică de artă și pentru că judecarea lor la egalitate cu filmele cu sonor este ca și cum ai cântări la un loc mere și portocale”.
Lista este limitată doar la acele filme străine care au fost prezente la box-office-ul din Statele Unite, deoarece autorii au considerat nedrept să ia în considerare doar filmele americane, deși și-au luat dat seama că este extrem de dificil să se aleagă filme din întreaga cinematografie mondială de-a lungul existenței sale, precum și faptul că cititorul american este puțin probabil să fi întâlnit vreodată astfel de filme.
Deși cea mai mare parte a listei este ocupată de filme SF cu buget redus, cartea a găsit și un loc pentru filmele de masă care au fost lansate cu o distribuție largă: Airport 1975, Last Year at Marienbad, Alakazam the Great, Spinout cu Elvis Presley, Lost Horizon, Howard the Duck, Ishtar sau Solomon și regina din Saba. 
Lista include, de asemenea, lucrările unor regizori celebri și renumiți precum David W. Griffith, Alfred Hitchcock, Vittorio De Sica, Alain Resnais, Michelangelo Antonioni și Serghei Eisenstein.
Cartea a fost urmată de o alta, The Golden Turkey Awards (Premiile Curcanul de Aur), care a fost scrisă în 1980 de criticul de film Michael Medved și fratele său Harry. O continuare, The Golden Turkey Awards, Son of Golden Turkey Awards, a apărut în 1986.

## Cele 50 de filme

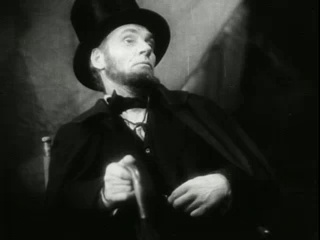
Walter Huston ca Abraham Lincoln

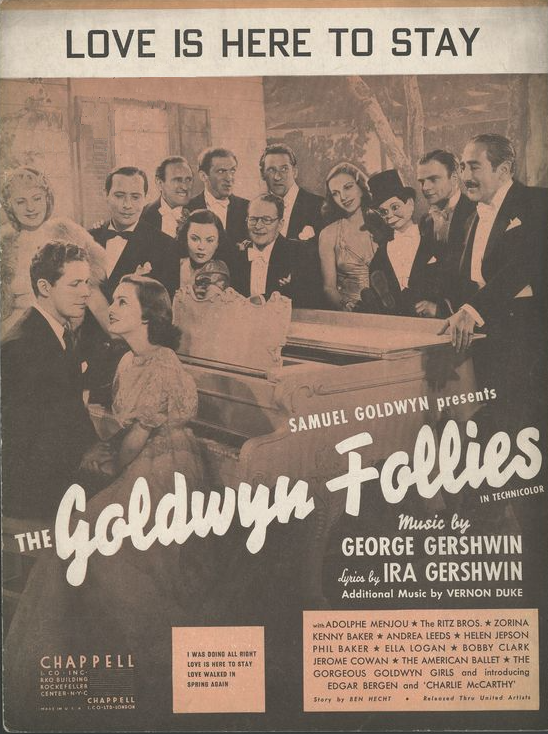
The Goldwyn Follies

Cele 50 de filme în ordine cronologică sunt:
- Abraham Lincoln (1930)
- Parnell (1937)
- The Goldwyn Follies (1938)
- Swing Your Lady (1938)
- The Terror of Tiny Town (1938)
- Jamaica Inn (1939)
- New Moon (1940)
- North West Mounted Police (1940)
- The Big Noise (1944)
- Ivan cel Groaznic (Иван Грозный, 1945)
- Dick Tracy vs. Cueball (1946)
- That Hagen Girl (1947)
- Twilight on the Rio Grande (1947)
- Daughter of the Jungle (1949)
- Robot Monster (1953)
- King Richard and the Crusaders (1954)
- Swamp Women (1955)
- Istoria omenirii (The Conqueror, (1956)
- The Story of Mankind (1957)
- Jet Attack (1958)
- Say One for Me (1959)
- Solomon și regina din Saba (Solomon and Sheba, (1959)
- Alakazam the Great (Saiyûki, 1960)
- Dondi (1961)
- Last Year at Marienbad (1961)
- Eegah (1962)
- The Horror of Party Beach (1964)
- Santa Claus Conquers the Martians (1964)
- Boy, Did I Get a Wrong Number! (1966)
- Spinout (1966)
- Three on a Couch (1966)
- The Ambushers (1967)
- Grăbiți apusul soarelui (Hurry Sundown, 1967)
- Valley of the Dolls (1967)
- A Place for Lovers (1968)
- Che! (1969)
- Myra Breckinridge (1970)
- Zabriskie Point (1970)
- Godzilla vs. the Smog Monster (1971)
- The Last Movie (1971)
- Return of Sabata (1971)
- The Assassination of Trotsky (1972)
- Trouble Man  (1972)
- Jonathan Livingston Seagull (1973)
- Lost Horizon (1973)
- Bring Me the Head of Alfredo Garcia (1974)
- The Trial of Billy Jack (1974)
- Airport 1975 (1974)
- În sfârșit iubirea (At Long Last Love, 1975)
- Prevestirea (The Omen, 1976)